# Arterie
 For alternative betydninger, se Åre.
Arterie (Latin: arteria betød  "luftholdig" jf. græske aer og engelske air, da man troede at åresystemet indeholdt luft). Arterier er blodårer, der altid fører blodet fra hjertet i modsætning til vener, der altid fører blodet til hjertet.
Arterier fører derfor ikke altid iltholdig blod med sig; det ses i det lille kredsløb (lungekredsløbet). Her fører arterien truncus pulmonalis afiltet blod med sig til lungerne, og lungevenerne (vv. pulmonales) fører iltet blod tilbage til hjertet. 
Den mest kendte arterie er aorta, som på dansk kaldes hovedpulsåren. 
Arterioler er de mindste arterier. De fører det iltede blod det sidste stykke ud til kapillærene.
De kaldes også muskulære arterier, da de er omgivet af glat muskulatur, der kan regulere diameteren. Her ses et stort fald i trykket i forhold til arterierne.

## Arteriernes opbygning
Arterierne er elastiske kar. Det er nødvendigt, da det arterielle blod fra hjertet ikke flyder i en jævn strøm, men kommer i stød, der skyldes hjerteaktionen. Karrene skal derfor kunne tilpasse sig denne skiftende blodvolumen. Elasticiteten af de store arterier muliggør, at de kan akkumulere en stor del af hjertets slagvolumen fra systolen og frigøre dette i diastolen. Herved sker der en udjævning af blodstrømmen, så den ikke kun løber i den tid, hvor hjertet trækker sig sammen (systolen). 

I karvæggene ligger muskler, der kan udvide og sammentrække karrene, hvorved deres indre diameter (lumen) ændres. Denne ændring i karrenes aktivitet vil, hvis der er tale om en lille arterie (arteriole), betyde en ændring i modstanden i karret, så blodtrykket kan reguleres. Modstanden i de store arterier er meget lille, og her vil en ændring i karrets aktivitet betyde, at elasticiteten ændrer sigm, og hvor meget blod arterien kan akkumulere i systolen. 
Forestiller man sig et tværsnit af en arterie (fx aorta) vil man finde tre lag, der tilsammen udgør karvæggen. Det drejer sig indefra og ud om tunica intima, media et adventitia, altså inderste, midterste og yderste hinde eller hylster.
- Tunica intima er laget, der er i kontakt med blodet, så det består af endotelceller, som groft sagt bare er en beskyttende beklædning.
- Tunica media er laget, der indeholder det elastiske væv og den glatte muskulatur, der justerer blodtrykket.
- Tunica adventitia er det lag bindevæv, der holder sammen på det hele. Det er også her blodkarrets egen blodforsyning indtræder fra udefrakommende små arterier, ligesom den glatte muskulaturs nerver også træder ind i karret her.